# Kasper Kisum
Kasper Kisum, né le 20 août 1992 à Gentofte, est un joueur de handball danois évoluant au poste d'arrière gauche.

## Biographie
Après avoir évolué au Danemark, il rejoint à l'été 2014 le club allemand du SG Flensburg-Handewitt, mais en manque de temps de jeu, il retourne au Danemark pour terminer la saison au Skanderborg Håndbold. Il retrouve par la suite le championnat allemand pour une saison et demie, au TVB 1898 Stuttgart puis au TSV Hannover-Burgdorf.
En 2017, il signe pour le club français Fenix Toulouse. Il n'y reste qu'une saison avant de retourner au Danemark au Nordsjælland Håndbold.